# 渋谷公園通り劇場
渋谷公園通り劇場（しぶやこうえんどおりげきじょう）は、吉本興業が1998年まで運営していた東京都渋谷区宇田川町の渋谷公園通り沿いにあった劇場。1995年にリカビルの地下1階に開場され、1998年に閉館。
心斎橋筋2丁目劇場メンバーや吉本興業以外の芸人（爆笑問題、フォークダンスDE成子坂、アンバランス、アリtoキリギリス、ドランクドラゴン、鳥肌実など）が出演したほか、ゆずやグループ魂などの当時の若手アーティストも出演していた。ガレッジセールは公園通り劇場のボランティアスタッフを経て初舞台を踏み、放送作家の大井洋一も公園通り劇場に直談判をしてデビューしている。1995年3月から9月まで『今田耕司のシブヤ系うらりんご』（フジテレビ）の生放送を行っていた。閉館後も渋谷公園通り劇場のイベント「渋谷新人計画」は渋谷シアターDで受け継がれた。

## 過去に出演していた主な芸人
- 今田耕司
- 東野幸治
- 130R
- リットン調査団
- 木村祐一
- 雨上がり決死隊（解散）
- 千原兄弟
- ナインティナイン
- チュパチャップス（解散）
- ジャリズム（解散。司会を務めた『渋谷でチュッ!』も当劇場で公開収録された）
- 矢野・兵動
- バッファロー吾郎
- スミス夫人（解散）
- 極楽とんぼ
- ココリコ
- ロンドンブーツ1号2号
- モリマン
- ダイノジ
- 汗かきジジィ
- 水玉れっぷう隊
- テンダラー
- メッセンジャー
- インパクト（解散）

- チープスープ（解散。成島は俳優として活動、衛藤はjealkbのリーダー、elsaとして活動）
- ツインカム（解散）
- まちゃまちゃ
- ペナルティ
- ストジャム（解散。井上は後に「井上マー」として活動）
- カンヴァス（あべこうじのコンビ時代）
- ガレッジセール
- 品川庄司
- ハローバイバイ（解散）
- トーメン団地
- 山崎圭介
- 幹てつや
- はりけ〜んず
- サーロイン（解散）
- 犬の心（解散）
- シャイニング（デッカチャンのコンビ時代）
- ノンスモーキン（解散）
- ハックルベリー（解散。松田は後に「ハイキングウォーキング」として活動）
- シベリア文太
- Bコース（解散）
- カラテカ
- カリカ
- パラメ
- 三浦誠己